# Shirley Knight
Shirley Knight, också känd under namnet Shirley Knight Hopkins, född 5 juli 1936 i Goessel i Kansas, död 22 april 2020 i San Marcos, Texas, var en amerikansk skådespelare.
Knight gjorde filmdebut 1957 och året därpå nominerades hon för en Oscar för bästa kvinnliga biroll för sin roll i Mörkret i trappan och ånyo 1962 för sin roll som Paul Newmans flickvän i Ungdoms ljuva fågel. Hon medverkade också i Gänget (1966) och Petulia (1968). Hon övergav Hollywood i slutet på 1960-talet och beslöt sig för att istället satsa på en karriär på Broadway. Genom åren har hon också medverkat i en rad TV-filmer.
För sin medverkan i TV-serien Desperate Housewives (5 avsnitt mellan 2005 och 2007) blev hon nominerad till en Emmy Award.

## Filmografi i urval
- 1960 – Mörkret i trappan
- 1960 – Norr om lag och rätt
- 1962 – Soffan
- 1962 – Ungdoms ljuva fågel
- 1964 – Hjältarna från Ashiya
- 1966 – Gänget
- 1967 – Dutchman
- 1968 – Petulia
- 1969 – Älska aldrig en främling
- 1971 – Hemligheter
- 1974 – Juggernaut
- 1976 – 21 timmar i München
- 1976 – Return to Earth
- 1979 – Poseidons hemlighet
- 1981 – Endless Love
- 1982 – Nattens sång
- 1986 – The Sweet Scent of Death
- 1991 – I skuggan av ett tvivel
- 1993 – Desperat hämnd
- 1995 – Åtalad
- 1995 – Forbidden Memories
- 1995 – Fudge-A-Mania
- 1996 – Mitt liv, mitt val
- 1996 – Diabolique - en djävulsk plan
- 1996 – The Uninvited
- 1996 – Mary & Tim
- 1996 – Ett löfte till Carolyn
- 1997 – Livet från den ljusa sidan
- 1997 – Little Boy Blue
- 2001 – Angel Eyes
- 2001 – My Louisiana Sky
- 2002 – Ya-Ya flickornas gudomliga hemligheter
- 2002 – The Salton Sea
- 2002 – P.S. Your Cat Is Dead!
- 2003 – A House on a Hill
- 2004 – Sexual Life
- 2005 – To Lie in Green Pastures
- 2005–2007 – Desperate Housewives (TV-serie) (fem avsnitt)
- 2006 – Grandma's Boy
- 2006 – Open Window
- 2006 – Thanks to Gravity
- 2009 – Snuten i varuhuset
- 2010 – Listen to Your Heart
- 2011 – Our Idiot Brother
- 2011 – Elevator
- 2011 – The Melancholy Fantastic